# Synodontis marmoratus
Synodontis marmoratus är en fiskart som beskrevs av Lönnberg, 1895. Synodontis marmoratus ingår i släktet Synodontis och familjen Mochokidae. IUCN kategoriserar arten globalt som otillräckligt studerad. Inga underarter finns listade i Catalogue of Life.